# Eublemma draudti
Eublemma draudti is een vlinder uit de familie van de spinneruilen (Erebidae). De wetenschappelijke naam van deze soort is voor het eerst voorgesteld als Porphyrinia draudti door Hans Bytinsky-Salz en Wilhelm Brandt in een publicatie uit 1937.
De soort komt voor in Iran.